# Tomáš Janů
Tomáš Janů (* 17. září 1973 v Příbrami) je bývalý český fotbalový obránce a trojnásobný vítěz 1. české ligy, který naposledy působil v FC Slovan Liberec. Původně hrál na pozici středního defenzivního záložníka, poté byl přeškolen na post levého obránce. Po sezóně 2012/13 Gambrinus ligy ukončil aktivní hráčskou kariéru. Mezi jeho fotbalové vzory patřil Argentinec Diego Maradona. Jeho zálibou je cyklistika.
Od léta 2013 hraje v divizním klubu FK Pěnčín Turnov.

## Klubová kariéra
Příbramský odchovanec působil v FC Slovan Liberec od roku 1998. V sezóně 2001/02 byl kapitánem severočeského klubu, který vyhrál ligový titul. Podruhé slavil titul v ročníku 2005/06 a potřetí v sezoně 2011/12. Na konci srpna 2010 odešel hostovat do FK Ústí nad Labem, za půl roku se vrátil zpět do Slovanu Liberec.
Nastoupil v dvojutkání předkola play-off (resp. 4. předkolo) Evropské ligy 2012/13 proti ukrajinskému týmu Dněpr Dněpropetrovsk. 23. srpna 2012 remizoval Liberec doma 2:2, v odvetě 30. srpna na Ukrajině prohrál 2:4 a do skupinové fáze Evropské ligy se nekvalifikoval. Tomáš nastoupil v základní sestavě v obou střetnutích.
V sezóně 2012/13 skončil s Libercem na třetím místě. Poté ukončil hráčskou kariéru.